# Nea Alikarnassos
Nuova Alicarnasso (in greco Νέα Αλικαρνασσός?) è un ex comune della Grecia nella periferia di Creta (unità periferica di Candia) con 12 542 abitanti secondo i dati del censimento 2001.
È stato soppresso a seguito della riforma amministrativa, detta Programma Callicrate, in vigore dal gennaio 2011 ed è ora compreso nel comune di Candia.

## Sport
La squadra di calcio principale della città è il P.A.S.A. Īrodotos, squadra fondata nel 1932 che disputa le partite casalinghe allo Stadio Municipale di Nea Alikarnassos. Attualmente milita nella A1 EPSI, la quarta divisione della  scala calcistica greca nonché la prima divisione dei campionati locali.